# مارکو بیزاری
مارکو بیزاری (انگلیسی: Marco Bizzarri؛ زادهٔ ۱۹ اوت ۱۹۶۲) کارآفرین و مدیر ارشد اجرایی اهل ایتالیا است، که هم‌اکنون بعنوان مدیرعامل شرکت کالای لوکس گوچی و یکی از اعضای هیئت مدیره گروه کرینگ فعالیت می‌کند. وی سابقه مدیرعاملی شرکت‌های استلا مک‌کارتنی و بوتگا ونتا را نیز در سابقه کاری خود دارا می‌باشد. در حال حاضر گوچی بعنوان یکی از بزرگترین خانه‌های مد جهان شناخته می‌شود.